# Quốc lộ 15 (Đồng Nai)
Quốc lộ 15 thuộc thành phố Biên Hòa là tuyến đường từ ngã tư Vườn Mít, giao với quốc lộ 1K (nay là đường Nguyễn Ái Quốc) đến ngã ba cầu Suối Quan (Cổng 11), giao với quốc lộ 51.
Quốc lộ 15 giao với Quốc lộ 1 tại ngã tư Tam Hiệp.
Quốc lộ này đi qua các phường: Trung Dũng, Thống Nhất, Tân Tiến, Tân Mai, Tam Hiệp, Tam Hòa, Bình Đa, An Bình, Long Bình Tân, Long Bình và Phước Tân.
Đây là một phần quốc lộ 15 trong hệ thống đường bộ ở miền Nam của chế độ Việt Nam Cộng hòa, quốc lộ 15 vào lúc đó gồm cả quốc lộ 51 hiện nay. Sau khi thống nhất 2 miền, hệ thống quốc lộ được sắp xếp lại, toàn bộ quốc lộ 15 ban đầu được dự kiến đổi thành quốc lộ 51, Tuy nhiên, sau đó, tuyến tránh TP. Biên Hòa từ ngã 3 cầu Suối Quan đến ngã tư Vũng Tàu được xây dựng, do đó đoạn từ TP Vũng Tàu đến ngã 3 cầu Suối Quan cùng với tuyến tránh được chọn để đổi tên thành quốc lộ 51. Đoạn quốc lộ 15 còn lại từ Vòng xoay Cổng 11 đến ngã 3 Vườn Mít được chuyển thành đường đô thị do Đồng Nai quản lí, tuy nhiên chính quyền chưa đổi tên đoạn này cho đến năm 2008 và do đó đến nay người dân vẫn quen gọi là quốc lộ 15.
Năm 2008, đường được chia thành hai đoạn và đổi tên. Đoạn từ ngã ba Vườn Mít đến vòng xoay Tam Hiệp có tên là Phạm Văn Thuận, đoạn còn lại từ vòng xoay Tam Hiệp đến Cổng 11 có tên Bùi Văn Hòa.